# Jemima Montag
Jemima Montag (født 1998) er en australsk atlet, der konkurrerer i kapgang.
Hun repræsenterede Australien ved Sommer-OL 2020 i Tokyo, hvor hun blev nummer 6 i 20 kilometers kapgang.
Ved sommer-OL 2024 vandt hun bronze på 20 kilometer kapgang.